# Coubeyrac
Coubeyrac (okzitanisch: Cobeirac) ist eine französische Gemeinde mit 70 Einwohnern (Stand: 1. Januar 2022) im Département Gironde in der Region Nouvelle-Aquitaine (vor 2016 Aquitaine); sie gehört zum Arrondissement Libourne und zum Kanton Les Coteaux de Dordogne.

## Geographie
Coubeyrac liegt etwa 50 Kilometer östlich von Bordeaux und 27 Kilometer südöstlich von Libourne. An der östlichen Gemeindegrenze verläuft das Flüsschen Durèze. Umgeben wird Coubeyrac von den Nachbargemeinden Sainte-Radegonde im Westen und Norden, Gensac im Nordosten und Osten, Massugas im Südosten sowie Pellegrue im Süden und Südwesten.

## Bevölkerungsentwicklung
| Jahr                       | 1962 | 1968 | 1975 | 1982 | 1990 | 1999 | 2009 | 2020 |
| Einwohner                  | 136  | 139  | 96   | 95   | 108  | 106  | 103  | 71   |
| Quellen: Cassini und INSEE |      |      |      |      |      |      |      |      |

## Sehenswürdigkeiten
- Kirche Saint-Philippe (Monument historique)

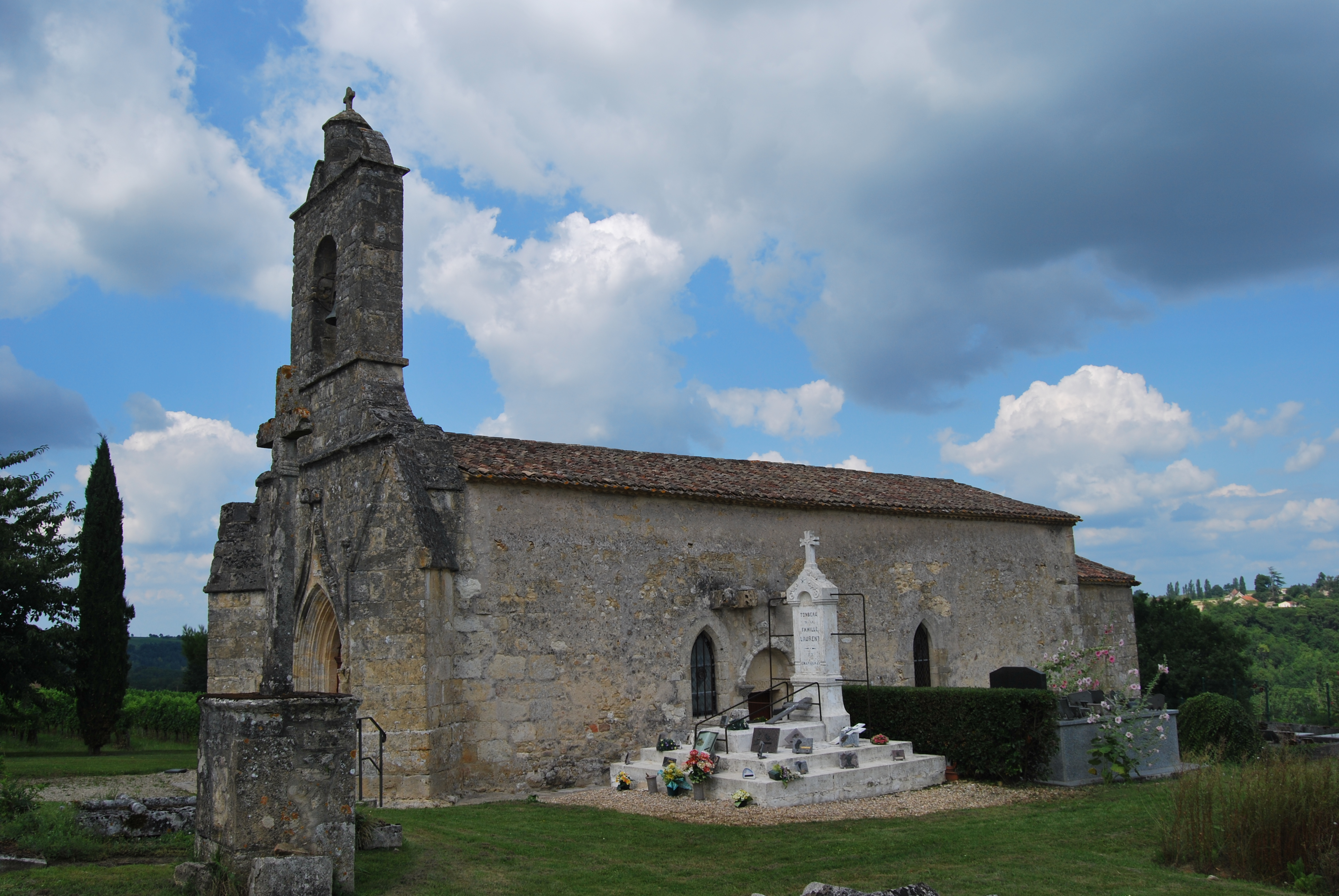
Kirche Saint-Philippe